# Ramore Head
Ramore Head är en udde i Storbritannien.   Den ligger i distriktet Causeway Coast and Glens och riksdelen Nordirland, i den västra delen av landet, 600 km nordväst om huvudstaden London.
Terrängen inåt land är platt. Havet är nära Ramore Head åt nordväst. Runt Ramore Head är det tätbefolkat, med 683 invånare per kvadratkilometer. Närmaste större samhälle är Coleraine, 8,7 km söder om Ramore Head. Trakten runt Ramore Head består i huvudsak av gräsmarker.